# Papiro aramaico di Torino
Il papiro aramaico di Torino, noto anche come Papyrus Taurinensis, è un frammento di papiro aramaico scoperto da Bernardino Drovetti nel 1823–24. È noto come CIS II 144 e TAD A5.3.
Sebbene contenga solo due righe, è nota come la prima iscrizione aramaica pubblicata trovata in Egitto.
È conservato presso il Museo Egizio di Torino, con numero di Provv. 645.

## Pubblicazione e dibattito accademico
Il primo riferimento pubblicato fu di Jean-François Champollion nel giugno 1824, dopo aver visitato il Museo Egizio di Torino poco dopo la sua apertura, momento in cui la collezione Drovetti comprendeva l'intero contenuto del museo. La lettera di Champollion sulla collezione concludeva: "Ma ciò che dovrebbe essere di particolare interesse è che tra i papiri della collezione c'è un manoscritto fenicio; purtroppo si tratta solo di frammenti; ma forse ne troveremo altri nel numero dei papiri ancora da srotolato." Una dichiarazione altrettanto speranzosa ma breve fu fatta da Michelangelo Lanci l'anno successivo.

Nel 1828 Hendrik Arent Hamaker fu il primo a pubblicare una copia del frammento e a commentarlo dettagliatamente. La copia fu realizzata da Désiré-Raoul Rochette. Hamaker lo descrisse come “quel celebre frammento di Drovetti, che quattro anni prima suscitò l'attesa dei dotti amanti di queste lettere”. Nella sua revisione di tutte le iscrizioni semitiche conosciute a quel tempo, Hamaker scrisse:
…nelle forme delle lettere, questa iscrizione ha affinità con la famosa Stele di Carpentras … Tuttavia, non tutte le lettere di entrambi i monumenti hanno esattamente lo stesso sistema, e la scrittura del frammento di papiro si avvicina molto al quadrato comune. Tra l'altro Aleph, Gimel, Waw, Heth, Qoph e Shin sono simili all'ebraico in modo tale da essere immediatamente riconosciuti da tutti, anche da chi ignora la paleografia; mentre del resto Dalet, Yodh, Kaph e Resh differiscono dalla scrittura volgare solo per una leggera piegatura... Nel frattempo, dalla somiglianza delle lettere in queste due iscrizioni, è chiaro che non senza ragione abbiamo respinto l'opinione di Kopp nella diatriba precedente, riferendo questo scritto agli Aramei piuttosto che ai Fenici. Infatti i più antichi Fenici, o Hyksos, quando non erano ancora passati in Palestina, ma vagavano ancora nei deserti dell'Arabia, tenevano l'Egitto sotto il loro dominio, e in seguito, dopo molti secoli successivi, la stessa nazione fu trasferita in Egitto in grandi numeri da Psammetico e dai suoi successori, e adornato di molti privilegi. Ma l'idea che i Siri o gli Aramei portassero colonie nello stesso luogo e vi stabilissero la sede dei loro affari, non è né probabile, né riesco a trovarla tramandata da alcuno scrittore. Stando così le cose, è evidente che questi esemplari di scrittura egiziana, strettamente connessi con il quadrato ebraico, minerebbero la tradizione di quest'ultimo della sua origine assira. Ciò che resta per confermare questa opinione non può essere risposto se non dalla stele di Carpentras, chiaramente dedicata a Osiride, ma in ogni caso la nostra iscrizione potrebbe provenire da un ebreo egiziano, utilizzando lettere assire.
Nel 1833 un'altra copia fu realizzata da Gustav Seyffarth e pubblicata in una monografia di Eduard Friedrich Ferdinand Beer, intitolata (in traduzione inglese): Antiche iscrizioni semitiche e papiri tanti quanti furono trovati in Egitto, pubblicati e inediti, elencati e relativi all'ebraico -Origine giudaica con paleografia ebraica, in cui paragona il frammento alla Stele di Carpentras.

Nel 1837, nel suo Scripturae Linguaeque Phoeniciae, che sarebbe diventato "una pietra miliare storica dell'epigrafia fenicia", Wilhelm Gesenius commentò le pubblicazioni precedenti e concluse:
Il dialetto è puro caldeo, come in tutti questi monumenti egiziani; ma l'autore del frammento, a meno che tutto non mi inganni, è un adoratore di Giove, cioè un ebreo, che in questi versetti, che sembrano tratti da un libro liturgico, invoca l'aiuto di Dio nella sua calamità o in quella del suo popolo (come hai capito עבדך). Il nostro frammento non farà nulla per illuminare gli affari fenici in Egitto, e nulla per aumentare la vera letteratura fenicia: ma è tuttavia molto utile per la storia della scrittura ebraica e per illuminare le origini della scrittura quadrata, alla quale la nostra è molto vicina.

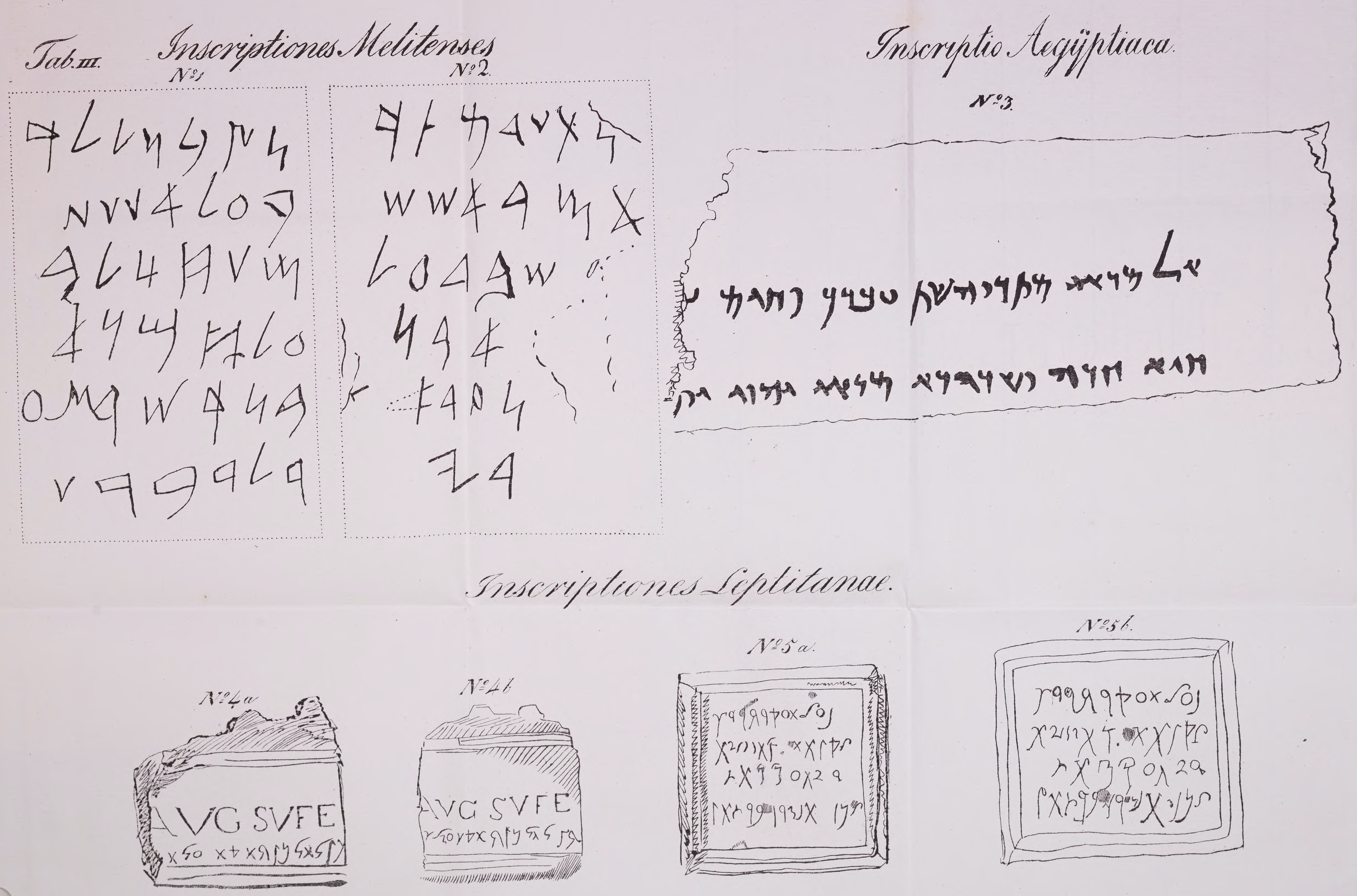
Hamakar/Rochette 1828
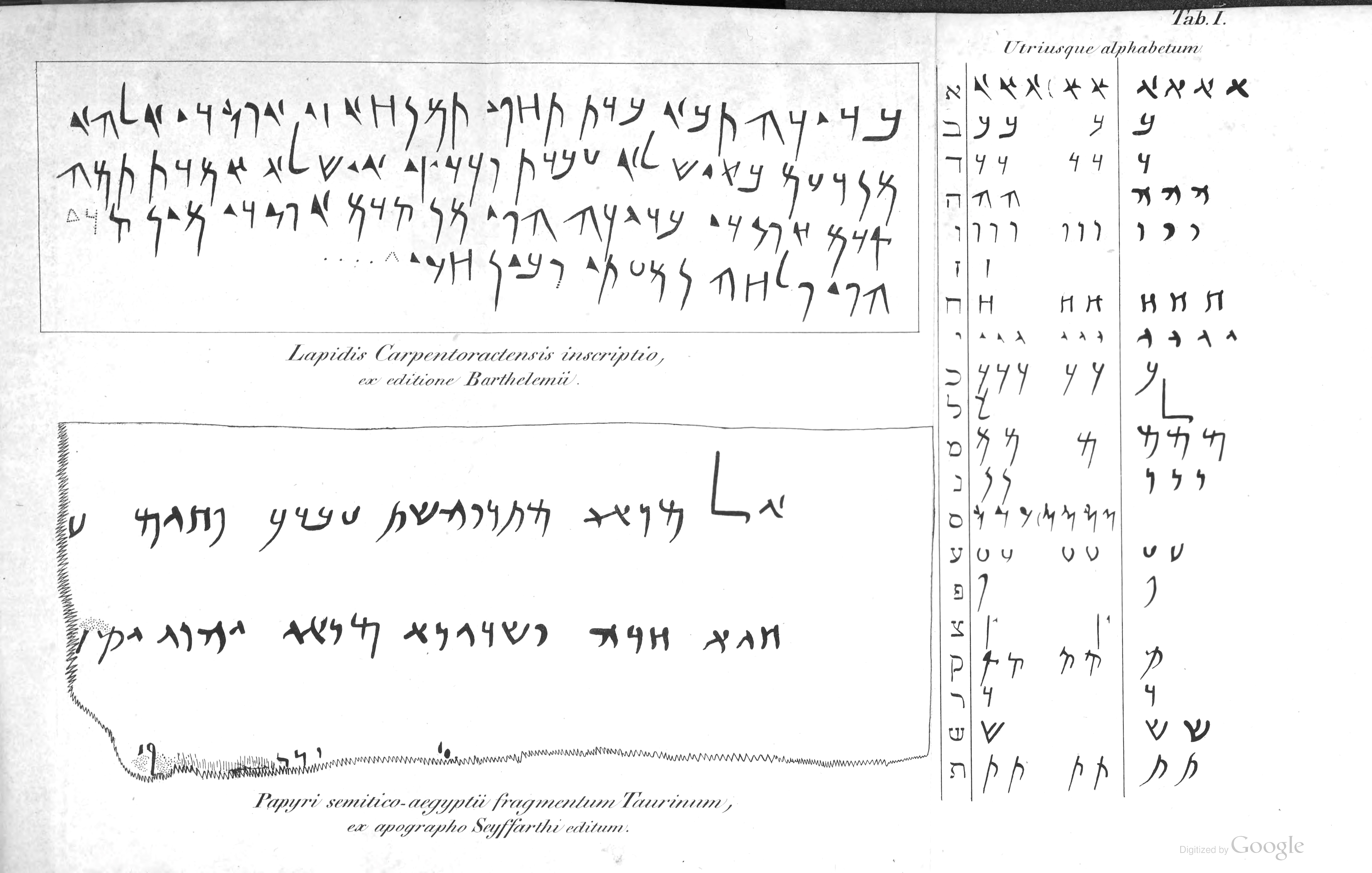
Birra/Seyffarth 1833
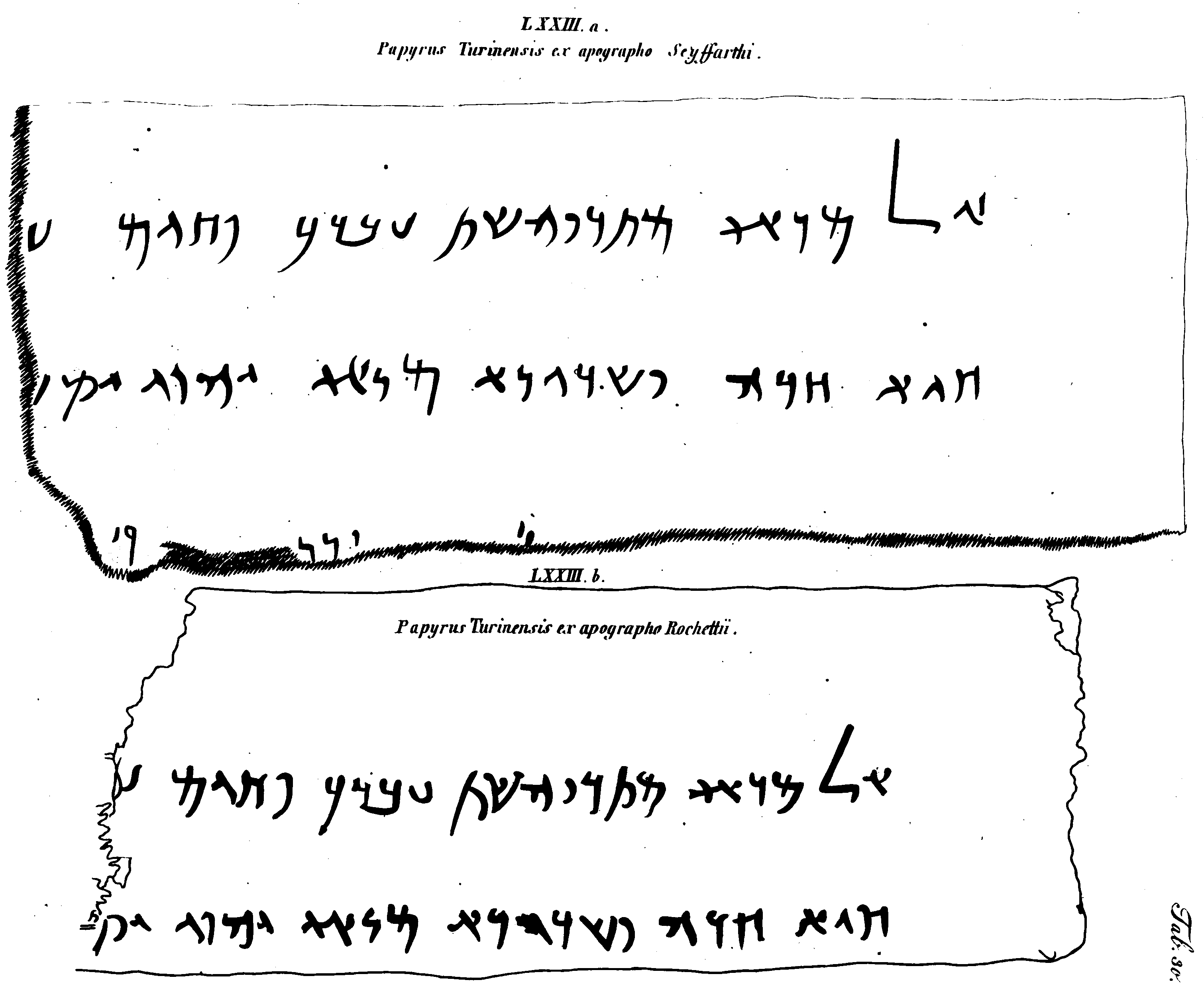
Gesenio 1837